# Evaluación psicológica forense en instituciones penitenciarias

## Evaluación Psicológica Forense en Instituciones Penitenciarias
La evaluación psicológica en instituciones penitenciarias es algo crucial dentro de la psicología forense. Este proceso busca poder analizar los aspectos individuales de las personas internas, además de ayudar a su rehabilitación, a la prevención de una posible reincidencia y promover una buena reinserción en la sociedad.

### Marco Legal y Propósitos de la Evaluación
En el contexto penitenciario, la evaluación psicológica se ve regulada en el artículo 22 del Reglamento Penitenciario de 1981. Esto tiene como objetivo el estudio de la personalidad de las personas internadas en estos centros. Este estudio incluye:
- Un análisis de los rasgos de personalidad.
- Un análisis de las aptitudes y las habilidades del interno.
- Un análisis de las actitudes hacia las normas y la autoridad.
- Un análisis de las motivaciones individuales y los factores contextuales del individuo.

Con esto, se obtiene una visión más integral del individuo internado, útil para orientar las posibles decisiones que se tomen en relación a su tratamiento o su reinserción social. Se destaca la importancia que contiene el abordar a cada persona como un caso único, teniendo en consideración todas sus necesidades específicas, como pueden ser los factores de riesgo que estén asociados a su conducta.

### Roles del Psicólogo Penitenciario
El psicólogo, dentro de las instituciones penitenciarias, va a desempeñar dos funciones principales.
1. Rol pericial: Aquí el psicólogo realiza una serie de informes psicológicos, los cuales son requeridos por jueces, antes, durante y después de los procesos judiciales. Además realiza evaluaciones para la toma de decisiones sobre las posibles condenas, los beneficios penitenciarios o las medidas de protección relacionadas con el interno en cuestión.
2. Rol de intervención: Aquí el psicólogo realiza un diseño y una ejecución de los programas terapéuticos específicos, tanto individuales como grupales.

Estos dos roles muestran un equilibrio entre el análisis objetivo que se realiza de cada caso y la intervención activa que se hace para fomentar los cambios positivos en las personas internas.

### Estructuras Penitenciarias y Organización
La organización de estas instituciones penitenciarias se basa en la necesidad de tener una buena gestión de las diferentes características de los internos. Su objetivo principal es poder garantizar su seguridad, hacer más fácil su rehabilitación y proporcionar un buen ambiente, estructurado y organizado, para la convivencia y el cumplimiento de sus penas.

#### Clasificación y distribución de los internos
Los centros penitenciarios se organizan según una serie de criterios, los cuales incluyen:
1. Estado jurídico: Aquí encontramos los condenados, los cuales han recibido una sentencia judicial firme; y los preventivos, que son aquellos que se encuentran en el centro de forma provisional, mientras se resuelve su situación judicial.
2. Género: En la mayoría de centros podemos encontrar una separación entre género masculino y femenino, para así evitar conflictos y poder responder de mejor manera a las necesidades específicas de cada grupo; o podemos encontrarnos con centros mixtos.
3. Edad: Existen centros o módulos para jóvenes, que buscan centrarse en su formación educativa y la prevención de una próxima reincidencia; y, también, existen centros o módulos para los adultos mayores.
4. Tipos de internos y reincidencia: Podemos encontrar una división entre "delincuentes" primarios, que son aquellos que no tienen antecedentes penales previos; y reincidentes, los cuales ya tienen un historial delictivo, y requieren mayor enfoque en su evaluación del riesgo.
5. Grado de peligrosidad: Aquí organizarán a los internos basándose en su perfil delictivo y a sus comportamientos.

#### Tipos de penas y programas alternativos
Se han añadido opciones alternativas a los sistemas más tradicionales de internamiento. Estos buscan un enfoque más personalizado para la rehabilitación del interno.
- Centros de inserción social (CIS):[2] son espacios diseñados para poder facilitar el proceso hacia la libertad de los internos, especialmente en los últimos tramos de la condena.
- Secciones abiertas: son áreas que dan la posibilidad a los internos de poder realizar actividades fuera del centro, siempre bajo supervisión.
- Trabajos en beneficio de la comunidad: son penas privativas de libertad que conllevan la realización de labores sociales por parte de los internos, como una alternativa a entrar en los centros penitenciarios.
- Seguimiento de cumplimiento: consiste en el uso de dispositivos electrónicos, como pueden ser pulseras, para poder controlar a los internos que se encuentran en libertad condicional o en arresto domiciliario.
- Programas de rehabilitación en sistema abierto: son aquellos programas que están diseñados para los internos con un bajo riesgo de reincidencia. Están enfocados en el desarrollo personal y en su integración social.

### Objetivos de Rehabilitación y Reinserción
Las evaluaciones psicológicas dentro del sistema de instituciones penitenciarias promueven la rehabilitación y reinserción de las personas a las que van dirigidas, y para ello, en las evaluaciones psicológicas se debe valorar el nivel educativo, las competencias y habilidades personales, así como, orientar a dicha persona.
En el entorno penitenciario, la rehabilitación tiene como objetivos principales:
- Reinserción social: deben proporcionarse herramientas para que los internos puedan llegar a integrarse de forma productiva en la sociedad.
- Reeducación: subsanar las posibles carencias con relación a las conductas delictivas, como pueden ser las adicciones o los déficits educativos que puedan tener.
- Prevención de la reincidencia: identificar qué factores, como pueden ser los: sociolaborales, familiares, personales… pueden conducir al desarrollo de nuevas conductas delictivas.

Estos objetivos se lograrán mediante actividades prioritarias, como pueden ser el tratamiento de drogodependencias, y complementarias como la formación profesional y/o cultural.

### Evaluación del Riesgo de Reincidencia
Estimar el riesgo de reincidencia es una tarea compleja pero muy relevante en la psicología forense. Y para analizar si una persona puede reincidir se considerarán diversos factores:
- Personales: impulsividad, distorsiones y rigidez cognitiva, metas poco realistas, egocentrismo, baja autoestima, consumo de sustancias tóxicas, ciertos rasgos de la psicopatía, reincidencia previa, psicopatología, y relación con las víctimas.
- Familiares: valores familiares y estilo de vida del núcleo familiar, nivel de estructuración de la familia, desavenencias en la relación conyugal, nivel educativo, recursos económicos, carecer de un estilo normativo familiar, y problemas de salud mental en los progenitores o familia de referencia.
- Socio-laborales: entorno social y profesional, cualificación laboral, motivación para el desarrollo laboral, nivel de realismo en sus metas, y contextos marginales.

Hay que tener en cuenta que hay factores estáticos, inamovibles, como puede ser el historial criminal, y factores dinámicos, modificables, como las actitudes y creencias.

### Instrumentos de Evaluación de la Reincidencia
Hay una serie de instrumentos validados para valorar el riesgo de reincidencia y poder planificar la intervención:
- Guía de Valoración de Riesgo de Violencia (VRAG): predice la reincidencia violenta grave en adultos.
- Escala de Evaluación del Riesgo de Violencia (HCR-20): valora el riesgo de conductas violentas. Clasifica a los internos según riesgo de violencia en bajo, moderado o alto riesgo. Evalúa factores históricos, clínicos y de riesgo futuro.
- Listado de Psicopatía-Revisado (PCL-R): evalúa la presencia de psicopatía en adultos, y orienta a la toma de decisión sobre el tratamiento.
- Manual para la Valoración del Riesgo de Violencia Contra la Pareja (SARA): también incluye la expareja.
- Manual de Valoración del Riesgo de Violencia Sexual (SVR-20)[3]
- SAVRY: riesgo de violencia física, sexual y de amenazas graves en pacientes mentales y delincuentes jóvenes (14-18 años).
- IGI-J: riesgo de reincidencia y definir objetivos de intervención.
- Inventario del Nivel de Servicio-Revisado (LSI-R): predice el riesgo de reincidencia general, violenta y sexual en adultos.
- Cuestionario de Riesgo de Reincidencia (SAQ): herramienta psicométrica que predice el riesgo de violencia y reincidencia en delincuentes violentos y no violentos.[4]

### Criterios de Evaluación de la Reincidencia
La evaluación de la reincidencia se basa en herramientas que asignan puntuaciones a diferentes aspectos del comportamiento, el entorno y las características de los internos. Lo que permite clasificar el riesgo de reincidencia en categorías que orientan a la toma de decisiones judiciales y a la planificación de programas de intervención.
- Puntuación Global de Riesgo de reincidencia: bajo riesgo de 0 a 21 puntos, riesgo moderado de 22 a 31 puntos, alto riesgo de 32 a 67 puntos. Este rango permite identificar de forma general la probabilidad de reincidencia. Las puntuaciones más altas indican una mayor probabilidad de que el individuo cometa nuevos delitos.
- Peligrosidad: evaluada en un rango más específico, y para riesgos relacionados con conductas violentas. Bajo peligro de 0 a 18 puntos, moderado peligro de 19 a 37 puntos, y alto peligro de 38 a 55 puntos.
- Puntuación por Subescalas: apuntan a objetivos de tratamiento individualizado, permitiendo que los programas de rehabilitación sean adaptados a las necesidades particulares del interno.
- Comparación Evolutiva: la puntuación obtenida puede utilizarse para comparar el progreso del interno durante su estancia en el sistema penitenciario.

### Validez Concurrente y Predictiva
La validez concurrente y la validez predictiva son conceptos clave que garantizan que los instrumentos utilizados en la evaluación sean fiables y eficaces. Su combinación permite a los profesionales confiar en los resultados y utilizarlos como base para la toma de decisiones relacionadas con la clasificación, el tratamiento y la reintegración de los internos.
La validez concurrente evalúa si los resultados obtenidos por un instrumento de medición coinciden con los resultados de otras herramientas ya validadas y reconocidas. 
Un ejemplo sería comparar los resultados proporcionados por el SAQ con otras escalas ya validadas, como:
- Level of Service Inventory-Revised (LSI-R).
- General Statistical Information on Recidivism (GSIR).
- Listado de Psicopatía de Hare-Revisado (PCL-R).
- Guía de Valoración del Riesgo de Violencia (VRAG).

La validez predictiva evalúa la capacidad de un instrumento para anticipar eventos futuros, como la probabilidad de reincidencia o conductas violentas.
Los estudios demuestran que el SAQ puede predecir el riesgo de reincidencia con eficacia a corto (a dos años) y medio plazo (a cinco años).